# Alberto Bueno Mendoza

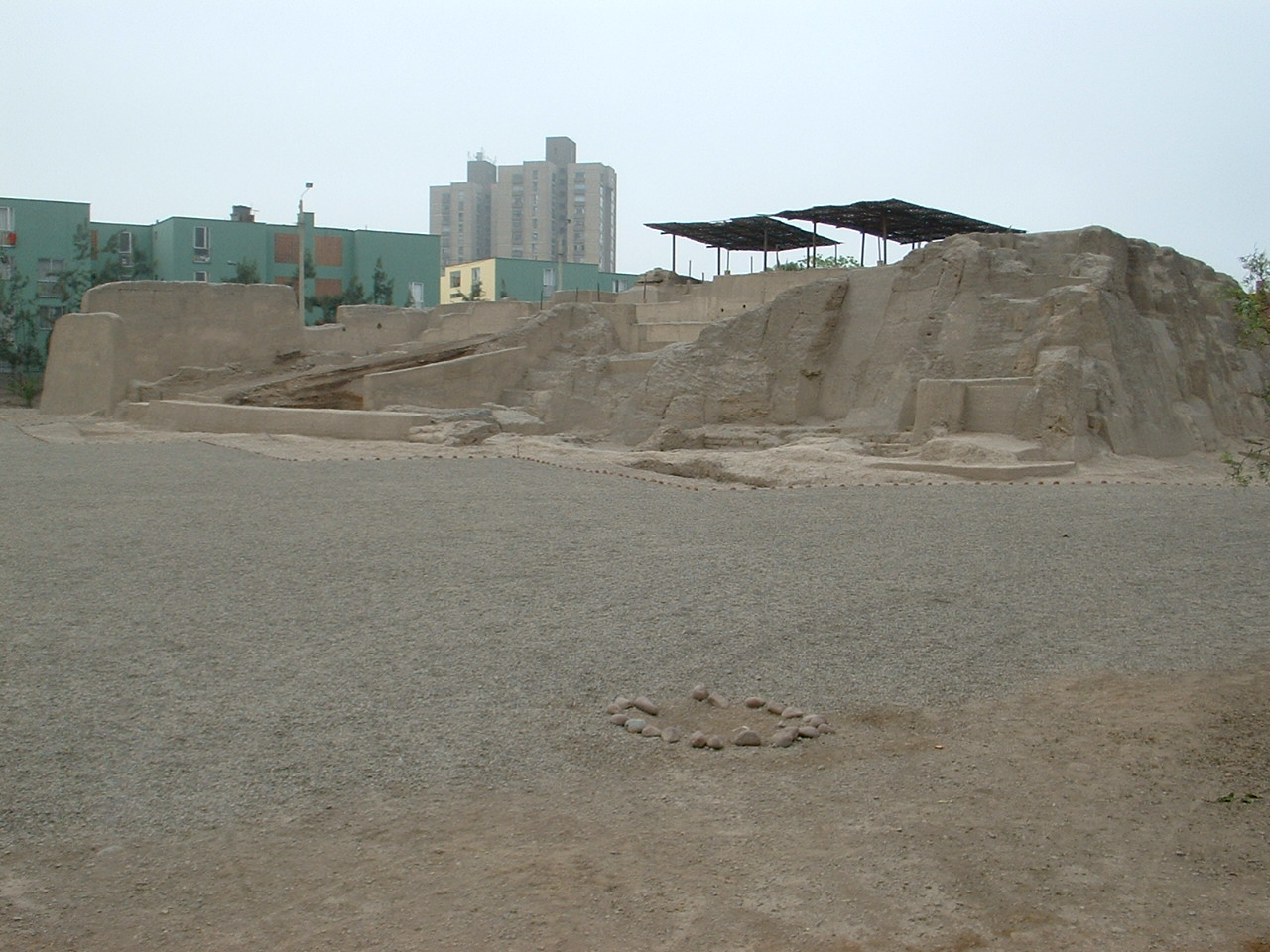
Huaca San Borja

Alberto Bueno Mendoza (Santiago de Chuco, La Libertad; 7 de agosto de 1939) es un arqueólogo peruano. Es profesor principal de la Universidad Nacional Mayor de San Marcos.
Ha trabajado en diversas zonas arqueólogicas de Perú y las Américas:

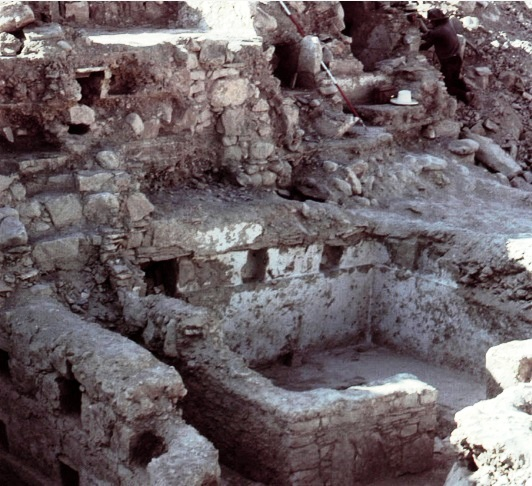
La Galgada
En 1976, Alberto Bueno (Instituto Nacional de Cultura del Perú y la Universidad de San Marcos) y el arqueólogo Terence Grieder (Universidad de Texas en Austin) llegaron al sitio arqueológico La Galgada, y después de darse cuenta de que el sitio era Precerámico en fecha, mucho más antiguo de lo que habían sospechado anteriormente, comenzaron a recaudar fondos para una excavación. Excavaron la principal construcción, denominada Montículo Norte, en las temporadas 1979-1980. Otra estructura, de menor tamaño, fue denominada como Montículo Sur, la cual fue excavada en 1978. El proyecto continuó hasta 1985.
Tumshucaico
Desde su descubrimiento, Alberto Bueno investiga la zona arqueológica Tumshucaico.
Los estudios recientes proponen que el sitio pertenece al Precerámico Tardío (alrededor del 2500 a. C.), incluso cuándo los sedimentos superiores muestran evidencias de unas ocupaciones más tardías de la cultura Recuay o Huaylas, alrededor 300 a. C. - 500 d. C. en el periodo denominado Intermedio Temprano.
Huaca San Borja
Entre 1988 y 1993, Alberto Bueno realizó excavaciones en la Huaca San Borja. Posteriores investigaciones han complementado la información obtenida, permitiendo identificar los periodos de ocupación cultural y determinar su función. Se puede asegurar ahora que fue un centro religioso y administrativo menor de la cultura Ichma, del periodo de los señoríos independientes post Huari.
Yarushpampa
Alberto Bueno describió el sitio arqueológico Yarushpampa como un pueblo de la cultura Yarush fase II, cuya fase I se realizó en la quebrada Yarush y sus planicies en la cordillera Huayhuash. Luego este sitio sería abandonado por los Yarush y tomado por los Yacha.
Gran Saposoa
En la década del 2000, Alberto Bueno, Gene Savoy y Miguel Cornejo realizaron investigaciones arqueológicas en las cuencas de los ríos Huabayacu y Huayabamba y descubrieron sitios arqueológicos como el Gran Saposoa.
Pachacámac
Alberto Bueno respalda la afirmación que Mamacuna es el edificio en el que se recluía a las muchachas que se dedicaban a su deber religioso.
Sechín
En colaboración con el arqueólogo Lorenzo Samaniego, identificó 183 monolitos, que se sumaron a los hallados por Julio C. Tello, y se dividió en cuatro grupos, de acuerdo a su representación iconográfica.

## Publicaciones

### Artículos académicos
Nota: Esta es una lista de algunos trabajos científicos del investigador; para revisar el listado completo revise el perfil del investigador en ResearchGate.
- Bueno Mendoza, A. 2015. XVII Taller de Investigaciones Histórico-Sociales Doctor José Matos Mar y la antropología andina.[17] Investigaciones Sociales 18(32):201-204. doi 10.15381/is.v18i32.10960
- Bueno Mendoza, A., Echevarría López, G. 2015. En Puruchuco es destruido el patrimonio arqueológico del Perú.[18] Investigaciones Sociales 18(32):73-88. doi 10.15381/is.v18i32.10946
- Bueno Mendoza, A. 2014. Construccion y destruccion en los Andes: terremotos, eventos geoclimaticos, calentamiento global y cambio climatico.[19] Investigaciones Sociales 12(21):77-102. doi 10.15381/is.v12i21.7191
- Bueno Mendoza, A. 2014. Petroglifos en la quebrada Morín y La Galgada: de los textos gráficos al mito etiológico.[20] Investigaciones Sociales 10(17). doi 10.15381/is.v10i17.7048
- Bueno Mendoza, A. 2014. La macrorregión norte-nororiente del Perú: territorio y datos arqueológicos.[21] Investigaciones Sociales 17(30):59-90. doi 10.15381/is.v17i30.7836

## Premios
- Orden de la Legión Mariscal Cáceres del Perú - Comendador. Medalla en el Grado de Caballero y Diploma.[3]
- Investigador Científico del año 2001. Universidad Nacional Mayor de San Marcos.[3]
- Doctor honoris causa. Universidad Nacional Hermilio Valdizán de Huánuco.[3]
- Diploma de Honor otorgado por el Vicerrectorado de Investigación. Universidad Nacional Mayor de San Marcos.[3]